# دونا تارت
دونا تارت (بالإنجليزية: Donna Tartt) (من مواليد 23 ديسمبر 1963) كاتبة أمريكية، مؤلفة روايات التاريخ السري (1992)، الصديق الصغير (2002)، ورواية الحسون. فازت تارت بجائزة WH سميث الأدبية عن روايتها «الصديق الصغير» في عام 2003، وجائزة بوليتزر للخيال عن روايتها «طائر الحسون» في عام 2014. تم إدراجها في قائمة مجلة «تايم» الأكثر مئة شخص تأثيرًا في عام 2014.

## الحياة والوظيفة
ولد تارت في غرينوود بولاية مسيسيبي في دلتا المسيسيبي ونشأت في بلدة غرينادا القريبة. كان والدها دون تارت، سياسيًا محليًا، بينما كانت والدتها تايلور سكرتيرة. في سن الثالثة عشرة، نشرت تارت أول مراجعة أدبية.
التحقت بجامعة مسيسيبي في عام 1981، حيث لفتت كتاباتها انتباه ويلي موريس وهي لا تزال طالبة في السنة الأولى، وبناء على توصية من موريس، اعترف باري هانا، الذي كان آنذاك كاتبًا مقيمًا في أوليه، بتارت البالغة من العمر ثمانية عشر عامًا، في كلية الدراسات العليا في القصة القصيرة. وقال هانا «إنها أدبية حقيقية». «وعبقرية نادرة، حقًا. إنها نجم أدبي.»
بعد اقتراح موريس وآخرين، انتقلت إلى كلية بنينجتون في عام 1982. درست في بنينجتون كلاسيكيات مع كلود فريدريكس.
في عام 2002، ورد أن تارت عملت على إعادة سرد أسطورة دايدالوس وإيكاروس لسلسلة Canongate Myth Series [الإنجليزية]، وهي سلسلة من الروايات التي يعاد تصور فيها الأساطير القديمة وإعادة كتابتها من قبل المؤلفين المعاصرين.
في 2006، تم تضمين «الكمين» في قائمة أفضل القصص القصيرة الأمريكية لعام 2006.
أثارت رواية «الحسون» العديد من التساؤلات والضجة حول ما كان يمكن اعتبار هذا العمل عملًا أدبيًا أم لا. تم تحويل العمل لفيلم سينمائي بنفس الاسم، ويشاع أن تارت قد تقاضت 3 ملايين دولار نظير الحقوق الأدبية للعمل، ولكن تسبب عدم تمكن تارت من الحصول على دورًا مباشرًا في كتابة العمل السينمائي في انفضاض تعاونها مع مديرة أعمالها لفترة طويلة أماندا أوربان. وقد فشل الفيلم تجاريُا ونقديًا.

## الجوائز
- 2003 جائزة سميث الأدبية - الصديق الصغير
- جائزة أورانج 2003 لقائمة الأفلام القصيرة - الصديق الصغير
- القائمة المختصرة لجائزة نقاد الكتاب الوطنية لعام 2013 (الخيال) - The Goldfinch [18][19]
- قائمة جائزة بايلي للسيدات عن الخيال 2014 - The Goldfinch [20]
- جائزة بوليتزر 2014 للخيال - رواية طائر الحسون [21]
- 2014، ضمن قائمة تايم 100، لأكثر 100 شخصية مؤثرة [22]
- وسام أندرو كارنيجي لعام 2014 للتميز في الخيال - الحسون الذهبي [23]
- قائمة أفضل ملابس رسمية لفانيتي فير ، 2014 [24]
- جائزة مالابرت 2014 (إيطاليا) - رواية طائر الحسون [25]

## من أعمالها

### روايات
- التاريخ السري (1992، ألفريد أ.كنوبف)
- الصديق الصغير (2002، ألفريد أ. كنوبف)
- الحسون (2013، Little، Brown)

### قصص قصيرة
- «تام أو شانتر»، نيويوركر ، 19 أبريل 1993، ص.   90-91 [26]
- "A Christmas Pageant"، Harper’s 287.1723، December 1993، pp.   45-51
- «ثعبان الرباط»، جي كيو 65.5، مايو 1995، ص.   89ff
- «الكمين»، الجارديان ، 25 يونيو 2005

### غير الخيالية
- "Sleepytown: A Southern Gothic Childhood، with Codeine"، Harper’s 285.1706، July 1992، pp.   60-66
- «موسم كرة السلة» في الكتابة الرياضية الأمريكية الأفضل ، تم تحريره ومقدمة بقلم فرانك ديفورد، هوتون ميفلين، 1993
- «روح الفريق: ذكريات أن تكون مشجعًا لفريق كرة السلة»، Harper’s 288.1727، أبريل 1994، ص.   37-40

### الكتب الصوتية
- التاريخ السري
- الصديق الصغير (مختصر)
- True Grit (مع كلمة ختامية تعبر عن حبها للرواية)
- واينزبرج، أوهايو (اختيار)